# Bassel Bawji
Fahedbassel Nazih Bawji, detto Bassel (in arabo باسل بوجي‎?; Los Angeles, 26 dicembre 1989), è un ex cestista statunitense con cittadinanza libanese.

## Carriera
Con il Libano ha disputato tre edizioni dei Campionati asiatici (2011, 2015, 2017).